# Миронов, Алексей Максимович
Алексе́й Макси́мович Миро́нов (1866—1929) — искусствовед, историк искусства, заслуженный профессор Казанского университета.

## Биография
Из мещан. Окончил Харьковскую 3-ю классическую гимназию (1884) с медалью. Поступил на историко-филологический факультет Харьковского университета (1884). За дипломное сочинение «Смысл древнегреческой философии (метафизических и нравственных выражений)» получил серебряную медаль (1888). По окончании университета слушал в течение трёх семестров (1888—1889) лекции по истории искусств в Петербургском университете. Приват-доцент кафедры теории и истории изящных искусств Московского университета. В заграничной поездке (1892 — середина 1894) занимался изучением произведений искусства в музеях и библиотеках Берлина, Дрездена, Лондона, Парижа, Венеции, Флоренции, Рима, Неаполя, Афин и Константинополя. Защитил (1895) в Московском университете магистерскую диссертацию «Картины загробной жизни в греческой живописи на вазах». Получил направление на кафедру теории и истории искусств (1906) Казанского университета. Ординарный профессор (с 1914), заслуженный профессор (1916).
В Казани проводил большую педагогическую и научную работу. Круг его научных интересов расширился: от истории античного искусства, истории христианского искусства, Возрождения до Нового времени. Он читал и разработал несколько новых учебных курсов. Преподавал на Высших женских курсах. Директор Музея изящных искусств (1908), приложивший много сил для пополнения коллекции музея не только копиями, но и подлинниками. За заслуги на ниве просвещения получил ордена Св. Владимира 4-й степени и Св. Анны 2-й и 3-й степени, а также Св. Станислава 3-й степени.
Женился (1909) на Варваре Акимовне Степановой (род. 1875), в 1911 году у них родился сын Борис.
Научная судьба А. М. Миронова сложилась непросто. Он дважды, с промежутком в 10 лет, выходил на защиту докторской диссертации с разными темами: монографией по творчеству Альбрехта Дюрера (1901) и с работой, посвящённой скульптурным изображениям богини Ники (1911). Оба раза защиты были провалены, по мнению современных исследователей, несправедливо. Первый раз причиной провала стала некомпетентность оппонентов, второй — личные неприязненные отношения с одним из рецензентов.
В середине 1920-х, после того, как кафедру истории и теории изящных искусств Казанского университета реорганизовали в кафедру истории религии, а затем и вовсе закрыли в связи с преобразованиями гуманитарных факультетов в факультеты общественных профессий, Миронов уезжает из Казани. В середине 1920-х оказывается в Ташкенте, где работал профессором Среднеазиатского государственного университета и одновременно заведующим его музейной секцией.
Сын — Борис Алексеевич погиб в одном из боев во время Великой Отечественной войны, в 1943 году.

## Основные работы
- A propos de la Venus de Milo // Le Journal des arts. 31 desembre, 1892
- Une nouvell restauration de la Venus de Milo // Magasin Pittoresque? Mai? 1893
- Картины загробной жизни в греческой живописи на вазах М., 1895
- Московский публичный Румянцевский музей как художественно-воспитательное учреждение. М., 1899
- La Tribuna Illustrata // Труды Императорского Московского Археологического общества, 1901. Т. 18.
- Задании средства эстетического воспитания в средней школе. СПб., 1901
- Альбрехт Дюрер, его жизнь и художественная деятельность. К характеристике эпохи Возрождения в немецком искусстве. М., 1901
- История античного искусства. Казань, 1907
- Роль искусства в жизни человека и государства. Казань, 1909
- Изображение богини Победы в греческой пластике. УЗКазУ, 1911, кн. I—IV, с. 1-253; Отд. изд. Казань, 1911, 253 с. с 31 табл. рис.

Рец.: Бекштрем А. — Гермес, 1911, № 17, с. 417—442
Рец.: Шестаков Д. П. — ЖМНП, 1912 июль, с. 152—158
Ответ автора на рецензию Д. П. Шестакова — ЖМНП, 1912, авг., с. 371—374
Рец.: Хвостов М. М. — ЖМНП, 1914 май, с. 140—142
Ответ автора на рецензию М. М. Хвостова — ЖМНП, 1914, дек., с. 370—385
- Эпоха Возрождения в итальянском искусстве. Казань, 1912.
- История эстетических учений. Казань,1913.
- История христианского искусства. Казань, 1916.
- Роль искусства в жизни человека и государства // Сучасні проблеми дослідження, реставрації та збереження культурної спадщини: Збірник наукових праць Інституту проблем сучасного мистецтва НАМ України. Київ: Фенікс, 2015. Вип. 11. С.194-219. Вступительная статья: Пучков А. А. Алексей Максимович Миронов об общей и частной роли искусства: Републикация старого текста в новых контекстах. С. 189—194.